# 毛利元氏
毛利元氏戰國時代及江戶時代前期的武將。毛利氏家臣。

## 生涯
弘治2年（1556年）誕生，吉川元春的次男。永祿11年（1568年）1月21日，由毛利輝元加冠、元服。並從毛利元就拜領「元」，名稱為「元棟」。永祿9年（1566年）12月21日，周防國仁保隆在的兒子死去，元龜2年（1571年），元氏與仁保隆在之女成親，成為仁保氏婿養子並繼承所領及家督。但元棟（元氏）幼年期間，由毛利氏向名代吉川氏一族的江田智次（江田宮内大輔）擔任後見役。元氏之後於中國各地轉戰。營地在石見國濱田周邊地區。
永錄13年/元龜元年（1570年），與父親元春共同鎮壓由尼子勝久及大内輝弘發起，擾亂毛利氏後方的動亂，並順利討取三隅國定。之後，元氏因戰功獲贈三隅氏的舊領3000貫。元氏後來負責山陰地方的肥中港（現在的山口縣下關市豐北町神田肥中）及瀨戶崎港（現在的山口縣長門市仙崎）等山陰地區的海運。天正15年（1587年），將仁保氏的名跡讓給神田元忠，元氏更名為「繁澤」。
慶長5年（1600年）關原之戰後移封周防國。慶長18年（1613年）獲准回復毛利姓氏，轉封周防高森（現在的豐北町阿川・瀧部地區周邊），後代子孫以長州藩一門家老的阿川毛利家存續下來。